# Ибраевский сельсовет (Аургазинский район)
Ибраевский сельсовет — муниципальное образование в Аургазинском районе Республики Башкортостан Российской Федерации. Административный центр расположен в селе Новофедоровка.

## История
Согласно «Закону о границах, статусе и административных центрах муниципальных образований в Республике Башкортостан» имеет статус сельского поселения.

## Население
| 2002  | 2009  | 2010  | 2012  | 2013  | 2014  | 2015  |
| ----- | ----- | ----- | ----- | ----- | ----- | ----- |
| 1451  | ↗1466 | ↘1394 | ↘1343 | ↘1297 | ↘1280 | ↘1220 |
| 2016  | 2017  |       |       |       |       |       |
| ↘1211 | ↘1172 |       |       |       |       |       |

## Состав сельского поселения
| № | Населённый пункт | Тип населённого пункта       | Население |
| - | ---------------- | ---------------------------- | --------- |
| 1 | Малое Ибраево    | деревня                      | →127      |
| 2 | Новофёдоровка    | село, административный центр | ↘799      |
| 3 | Старое Ибраево   | деревня                      | ↘234      |
| 4 | Дубровка         | деревня                      | ↘150      |
| 5 | Баишево          | деревня                      | ↗54       |
| 6 | Берлек           | деревня                      | ↗25       |
| 7 | Борисовка        | деревня                      | ↗5        |

### Упразднённые населённые пункты
- поселок Благодаровка  (Закон «О внесении изменений в административно-территориальное устройство Республики Башкортостан в связи с образованием, объединением, упразднением и изменением статуса населенных пунктов, переносом административных центров» от 20 июля 2005 года N 211-з)